# Demència
La demència (que significa "privats de la ment") és un trastorn cognitiu greu. Pot ser estàtic, el resultat d'una única lesió cerebral global o progressiva, produint una disminució a llarg termini en la funció cognitiva a causa de dany o malaltia en el cos més enllà del que es podria esperar d'envelliment normal. Encara que la demència és molt més comuna en la població geriàtrica, pot ocórrer en qualsevol etapa de l'edat adulta. Aquest límit d'edat defineix, com a conjunts de símptomes similars a causa de la disfunció cerebral orgànica, se'ls donen noms diferents en les poblacions més joves que adults. Fins a finals del segle xix, la demència és un concepte clínic molt més ampli.

## Diagnòstic
La demència és una síndrome (conjunt de signes i símptomes) de malaltia inespecífica en la qual les zones afectades de la cognició poden ser la memòria, l'atenció, el llenguatge, i la resolució de problemes. Normalment, cal que aquesta simptomatologia estigui present almenys durant sis mesos per a ser diagnosticada com a tal. La disfunció cognitiva que s'ha vist només en temps més curts, en particular, menys de setmanes, ha de ser anomenada deliri. En tots els tipus de disfunció cognitiva general, les funcions mentals superiors es veuen afectades primer en el procés. Especialment en les etapes posteriors de la malaltia, les persones afectades poden estar desorientades en el temps (no saber quin dia de la setmana, dia del mes, o fins i tot quin any és), en el lloc (no saber on són), i en la persona (no saber qui són o d'altres al voltant d'ells). La demència, encara que pot ser tractable fins a cert punt, generalment es deu a causes que són progressives i incurables.
Els símptomes de la demència poden ser classificats com a reversibles o irreversibles, depenent de l'etiologia de la malaltia. Menys del 10% dels casos de demència es deuen a causes es poden revertir amb el tractament actual.
Les causes inclouen diferents processos específics de la malaltia, de la mateixa manera que els símptomes de la disfunció d'òrgans, tals com falta d'alè, la icterícia, o el dolor es poden atribuir a moltes etiologies. Sense una avaluació acurada de la història clínica, la simptomatologia de curt termini pot correspondre a una síndrome de deliri (que sovint dura de dies a setmanes) i pot ser fàcilment confosa amb la demència, perquè té símptomes en comú, llevat de la durada, i del fet que el deliri s'associa sovint amb més activitat del sistema nerviós simpàtic. Algunes malalties mentals, incloent-hi la depressió i la psicosi, també poden produir símptomes que han de diferenciar-se dels deliris i la demència. L'ús crònic de substàncies com l'alcohol, així com la privació del son crònica pot també predisposar al pacient als canvis cognitius causants de la demència. La hipòxia provocada per una apnea del son també en pot augmentar el risc.

## Causes

### Deteriorament cognitiu fix
Diversos tipus de lesió cerebral, que passa com un esdeveniment únic, poden causar deteriorament cognitiu irreversible, però fix:
- Una lesió traumàtica del cervell pot causar un dany generalitzat a la substància blanca del cervell (lesió axonal difusa), o bé un dany més local.
- Els ictus (accident vascular cerebral isquèmic o una hemorràgia intracerebral, subaracnoidal, subdural o epidural).
- Les infeccions (com una meningitis o una encefalitis) que afectin al cervell.
- Les crisis epilèptiques prolongades.
- La hidrocefàlia aguda.
- El consum excessiu de begudes alcohòliques pot causar demència per l'alcohol o bé psicosi de Korsakoff (i altres substàncies psicoactives poden causar demència persistent induïda). Un cop cessa l'ús excessiu, el deteriorament cognitiu és persistent però no progressiu.

### Demència lentament progressiva
La demència que comença de manera gradual i empitjora progressivament al llarg de diversos anys és generalment causada per una malaltia neurodegenerativa, és a dir, per les condicions que afecten només o principalment a les neurones del cervell i causa la pèrdua gradual però irreversible de la funció d'aquestes cèl·lules. Amb menys freqüència, una condició no degenerativa pot tenir efectes secundaris en les cèl·lules del cervell, que en alguns casos pot arribar a ser reversible si se'n tracta la causa.
Les causes de la demència depenen de l'edat en què comencen els símptomes:
- En la població d'edat avançada (generalment es defineix en aquest context, els de més de 65 anys):
  - Una gran majoria dels casos de demència són causats per la malaltia d'Alzheimer, la demència vascular o totes dues.
  - El manteniment d'activitats de lleure que impliquin activitat cognitiva o física s'associa amb un risc reduït de demència.[6]
  - La demència amb cossos de Lewy és una altra causa comuna, que pot succeir juntament amb alguna de les altres causes.[7]
  - L'hipotiroïdisme de vegades causa el deteriorament cognitiu lentament progressiu com a símptoma principal, fet que pot ser completament reversible amb el tractament.
  - La hidrocefàlia de pressió normal, encara que relativament rara, és important reconèixer-la, ja que el tractament pot prevenir la progressió i millorar altres símptomes de la malaltia. No obstant això, la millora cognitiva significativa és inusual.
- La demència és molt menys comuna en persones de menys de 65 anys.
  - La malaltia d'Alzheimer continua sent la causa més freqüent, però les formes hereditàries de la malaltia, suposen una proporció major de casos en aquest grup d'edat.
  - La degeneració frontotemporal i la malaltia de Huntington en són la majoria dels casos restants.
  - La demència vascular també es produeix, però aquesta al seu torn pot ser deguda a altres malalties (incloent-hi la síndrome antifosfolípid, l'arteriopatia cerebral autosòmica dominant amb infarts subcorticals i leucoencefalopatia, l'encefalopatia mitocondrial, l'homocistinúria, la síndrome de Moyamoya i la malaltia de Binswanger).
  - Les persones que reben traumes freqüents al cap, com els boxejadors o alguns artistes marcials, corren el risc de la demència pugilística.
  - S'ha proposat que hi podria haver una relació entre la malaltia celíaca i la demència.
- En els adults joves (fins a 40 anys) és molt rar que es desenvolupi demència sense que hi hagi hagut abans altres característiques de malalties neurològiques, o sense símptomes de la malaltia en altres parts del cos.

### Demència ràpidament progressiva
La malaltia de Creutzfeldt-Jakob sol provocar una demència que empitjora durant setmanes o mesos. Les causes comunes de demència lentament progressiva de vegades també es presenten amb una progressió ràpida: la malaltia d'Alzheimer, la demència amb cossos de Lewy, la degeneració frontotemporal.

## Prevenció

### Factors de risc
Els factors de risc per a la demència inclouen tensió arterial alta, pèrdua auditiva, tabaquisme, obesitat, depressió, inactivitat, diabetis, nivells educatius més baixos i contacte social baix. L'excés d'alcohol, la falta de son, l'anèmia, les lesions cerebrals traumàtiques i la contaminació de l'aire també poden augmentar les possibilitats de desenvolupar demència. Molts d'aquests factors de risc, com ara el nivell d'educació més baix, el tabaquisme, la inactivitat física i la diabetis, són modificables. Diversos del grup es coneixen com a "factors de risc vascular" que es poden reduir o eliminar. La gestió d'aquests factors de risc pot reduir el risc de patir demència en persones en la seva edat mitjana o més gran. Una reducció d'alguns d'aquests factors de risc pot donar un resultat positiu. La disminució del risc que s'aconsegueix amb l'adopció d'un estil de vida saludable s'observa fins i tot en aquells amb un alt risc genètic.
A més dels factors de risc anteriors, altres característiques psicològiques, com ara certs trets de personalitat (neuroticisme elevat i poca atenció als detalls), propòsit a la vida baix i sentiment elevat de soledat, són factors de risc per a la malaltia d'Alzheimer i les demències relacionades. Per exemple, basat en l'English Longitudinal Study of Ageing (ELSA), la investigació va trobar que la solitud de les persones grans pot augmentar en un terç el risc de patir demència. No tenir parella (ser solter, divorciat o vidu) pot duplicar el risc de demència. Tanmateix, tenir dues o tres relacions més properes podria reduir el risc en tres cinquenes parts.
Els dos factors de risc més modificables per a la demència són la inactivitat física i la manca d'estimulació cognitiva. L'activitat física, en particular l'exercici aeròbic, s'associa amb una reducció de la pèrdua de teixit cerebral relacionada amb l'edat i amb factors neurotòxics que preservan així el volum cerebral i integritat neuronal. L'activitat cognitiva enforteix la plasticitat neuronal i juntes ajuden a mantenir la reserva cognitiva. La negligència d'aquests factors de risc disminueix aquesta reserva.
Les alteracions sensorials de la visió i l'oïda són factors de risc modificables per a la demència. Aquestes alteracions poden precedir els símptomes cognitius de la malaltia d'Alzheimer, per exemple, en molts anys. La pèrdua auditiva pot provocar un aïllament social que afecta negativament la cognició. L'aïllament social també s'identifica com un factor de risc modificable. La pèrdua auditiva relacionada amb l'edat a la mitjana edat està relacionada amb un deteriorament cognitiu en la vida tardana i es considera un factor de risc per al desenvolupament de la malaltia d'Alzheimer i la demència. Aquesta pèrdua auditiva pot ser causada per un trastorn del processament auditiu central que dificulta la comprensió de la parla amb soroll de fons. La pèrdua auditiva relacionada amb l'edat es caracteritza per un processament central lent de la informació auditiva. A tot el món, la pèrdua auditiva de la mitjana edat pot representar al voltant del 9% dels casos de demència.
La fragilitat pot augmentar el risc de declivi cognitiu i demència, i a l'inrevés també passa que el deteriorament cognitiu augmenta el risc de fragilitat. La prevenció de la fragilitat pot ajudar a prevenir el deteriorament cognitiu.
No hi ha medicaments que puguin prevenir el deteriorament cognitiu i la demència. Tanmateix, els medicaments per reduir la pressió arterial poden reduir el risc de demència o problemes cognitius al voltant d'un 7,0%.
S'ha demostrat que el desavantatge econòmic té un fort vincle amb una major prevalença de demència, que encara no es pot explicar completament per altres factors de risc.

### Salut dental
Evidències limitades vinculen la mala salut bucal amb el deteriorament cognitiu. Tanmateix, la manca de raspall de dents i la inflamació gingival es poden utilitzar com a predictors de risc de demència.

#### Bacteris orals
El vincle entre l'Alzheimer i la malaltia de les genives són els bacteris orals. A la cavitat bucal, les espècies bacterianes inclouen P. gingivalis, F. nucleatum, P. intermedia i T. forsythia. S'han examinat sis espiroquetes de treponema oral al cervell de pacients amb Alzheimer. Les espiroquetes són de naturalesa neurotròpica, és a dir, actuen per destruir el teixit nerviós i crear inflamació. Els patògens inflamatoris són un indicador de la malaltia d'Alzheimer i s'han trobat bacteris relacionats amb la malaltia de les genives al cervell de pacients amb malaltia d'Alzheimer. Els bacteris envaeixen el teixit nerviós del cervell, augmentant la permeabilitat de la barrera hematoencefàlica i promovent l'aparició de l'Alzheimer. Les persones amb una gran quantitat de placa dental corren el risc de disminuir la cognició. Una mala higiene bucal pot tenir un efecte advers en la parla i la nutrició, provocant un deteriorament general i de la salut cognitiva.

#### Virus orals
El virus de l'herpes simple (HSV) s'ha trobat en més del 70% dels majors de 50 anys. El VHS persisteix al sistema nerviós perifèric i pot ser provocat per l'estrès, la malaltia o la fatiga. Altes proporcions de proteïnes associades a virus en plaques senils o embull neurofibril·lars (NFT) confirmen la implicació de HSV-1 en la patologia de la malaltia d'Alzheimer. Els NFT es coneixen com el marcador principal de la malaltia d'Alzheimer. HSV-1 produeix els components principals dels NFT.

### Dieta
Es considera que la dieta és un factor de risc modificable per al desenvolupament de la demència. S'identifica que la deficiència de tiamina augmenta el risc de patir la malaltia d'Alzheimer en adults. El paper de la tiamina en la fisiologia del cervell és únic i essencial per a la funció cognitiva normal de les persones grans. Moltes opcions dietètiques de la població gran, inclosa la ingesta més alta de productes sense gluten, comprometen la ingesta de tiamina, ja que aquests productes no estan enriquits amb tiamina.
Les dietes mediterrània i DASH s'associen amb un menor deteriorament cognitiu. Un enfocament diferent ha estat incorporar elements d'aquestes dues dieta en una coneguda com dieta MIND.

## Valoració
En el cas de sospita diagnòstica del pacient, es fa una primera valoració utilitzant el Mini-mental state examination (MMSE).
Se sol utilitzar per la valoració funcional del grau de deteriorament, la GDS-FAST:
- Global Deterioration Scale (GDS), publicada el 1982.[40] Consta de 7 nivells de deteriorament,[41][42] i pot ser més útil que el MMSE en pacients amb baix grau educatiu.[43]
- Functional Assessment Staging (FAST), publicada el 1992 i complementària de la GDS.[44]